# Hristina Hristova
Hristina Hristova Velceva (bulgară Христина Христова Велчева) (n. 21 ianuarie 1954, Popița, Vrața) este un om politic bulgar, membru al Parlamentului European în perioada ianuarie - mai 2007 din partea Bulgariei. 

## Legături externe
- Profilul de parlamentar european
- Imagine oficială de parlamentar european

1. 1 2  Strazha.bg
2. ↑  Deputații în Parlamentul European
3. ↑  Strazha.bg, accesat în 11 ianuarie 2023